# Боняк

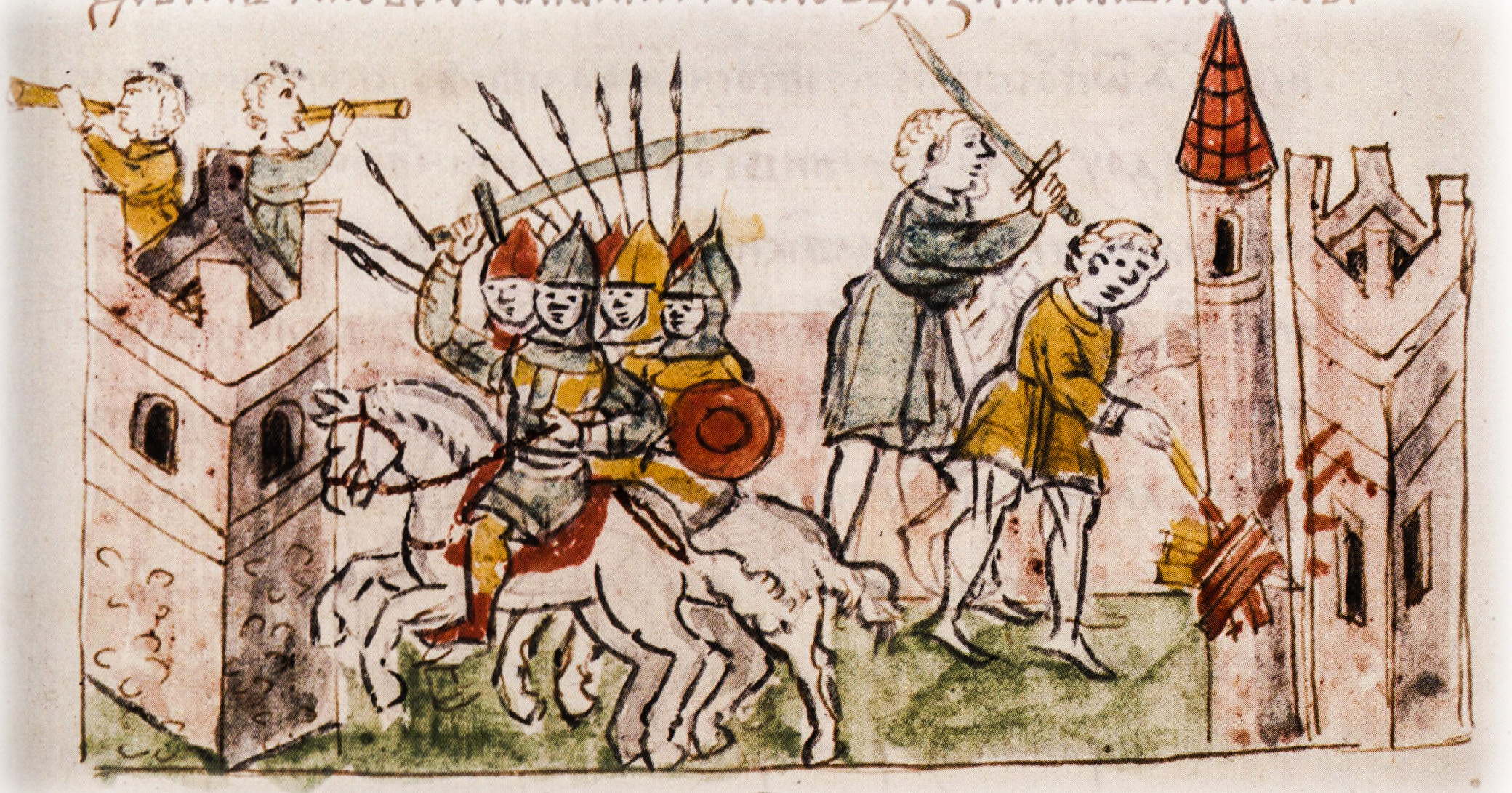
Напад Боняка на Київ у 1096 році (Радзивіллівський літопис)

Боня́к (бл. 1070 — після 1107) — половецький хан, відомий своїми безперестанними кривавими набігами на Русь, під час яких знищував цілі міста.

## Біографія
Здійснив ряд грабіжницьких нападів на Русь протягом 1094—1107 років. Відомий своєю активною допомогою Візантії в битві при Левуніоні 1091 року, де врятував цю державу від печенігів.
Вперше згадується у руських літописах під 1096 роком, коли його війська напали на Київ і спалили князівський двір на Берестові, Красний двір на Видубичах і приміські Печерський та Кловський монастирі. Можливо, напад був помстою за вбивство 24 лютого 1095 року Володимиром Мономахом у Переяславі половецьких князів Кітана та Ітлара. У 1097 і 1105 роках знову нападав на руські землі.
В 1099 році допомагав князю Давиду Ігоровичу заволодіти Володимиром і Луцьком. У тому ж році допоміг галичанам розгромити угорців у битві над Вягром.
1105 року атакував місто Заруб, де переміг торків й берендеїв. 1106 року зазнав поразки біля Кснятину. В 1107 році біля Лубен зазнав поразки від дружин давньоруських князів.

## Родина
- брат Тааз
- син Севенч

## Фольклорний образ
В українському фольклорі пам'ять про Боняка збереглася у демонізованому образі шолудивого Буняка (Буйняка, Буняки), що в точності відповідає літописній характеристиці («безбожный, шолудивый, хыщникъ»), який став прообразом гоголівського Вія та можливо Кощія.

## Цікаві факти
На честь хана назване урочище Боняк біля колишнього половецького села Піщатка на Берестейщині.